# Nagahori Tsurumi-ryokuchi-lijn
De Nagahori Tsurumi-ryokuchi-lijn (長堀鶴見緑地線, Nagahori Tsurumi-ryokuchi Sen) is een van de lijnen van de Metro van Osaka in Japan. De lijn is vernoemd naar Nagahoridōri, een grote boulevard in Osaka waarlangs de lijn loopt, en het Tsurumi-Ryokuchipark, de eindbestemming van de lijn. De lijn werd aangelegd ten behoeve van een grote bloemenexpositie die in het park plaatsvond in 1990. De lijn heeft als kenmerken de letter N (waarmee de stations worden aangeduid) en de kleur grasgroen.

## Geschiedenis
De lijn werd geopend op 31 maart 1990. Het eerste gedeelte van de lijn liep vanaf Kyōbashi tot Tsurumi-Ryokuchi en heette toen de Tsurumi-Ryokuchi-lijn. In 1996 werd de lijn verlengd naar Shinsaibashi en kreeg het de huidige naam.
In 1997 werd de lijn verder doorgetrokken naar Taishō in het westen en Kadoma-minami in het oosten.

## Toekomst
Een verlenging van Taishō naar Tsurumachi wordt onderzocht (2010). In 2010 zijn er veiligheidspoorten op de stations neergezet.

## Stations
| Nummer | Station             | Japans             | Afstand | Verbindingen                                                                      | Plaats | Plaats        |
| ------ | ------------------- | ------------------ | ------- | --------------------------------------------------------------------------------- | ------ | ------------- |
| N11    | Taishō              | 大正               | 0,0     | JR-West: Osaka-ringlijn                                                           | Osaka  | Taishō-ku     |
| N12    | Dome-mae Chiyozaki  | ドーム前千代崎     | 0,6     | Hanshin: Hanshin Namba-lijn                                                       | Osaka  | Nishi-ku      |
| N13    | Nishi-Nagahori      | 西長堀             | 1,6     | Metro van Osaka: Sennichimae-lijn                                                 | Osaka  | Nishi-ku      |
| N14    | Nishiōhashi         | 西大橋             | 2,3     |                                                                                   | Osaka  | Nishi-ku      |
| N15    | Shinsaibashi        | 心斎橋             | 2,8     | Metro van Osaka： Midosuji-lijn(M19) en Yotsubashi-lijn (Station Yotsubashi: Y14) | Osaka  | Chūō-ku       |
| N16    | Nagahoribashi       | 長堀橋             | 3,5     | Metro van Osaka： Sakaisuji-lijn (K16)                                            | Osaka  | Chūō-ku       |
| N17    | Matsuyamachi        | 松屋町             | 4,1     |                                                                                   | Osaka  | Chūō-ku       |
| N18    | Tanimachi Rokuchōme | 谷町六丁目         | 4,5     | Metro van Osaka： Tanimachi-lijn (T27)                                            | Osaka  | Chūō-ku       |
| N19    | Tamatsukuri         | 玉造               | 5,7     | JR-West：Osaka-ringlijn                                                           | Osaka  | Tennōji-ku    |
| N20    | Morinomiya          | 森ノ宮             | 6,7     | Metro van Osaka： Chuo-lijn (C19) JR-West：Osaka-ringlijn                         | Osaka  | Chūō-ku       |
| N21    | Osaka Business Park | 大阪ビジネスパーク | 7,8     |                                                                                   | Osaka  | Chūō-ku       |
| N22    | Kyōbashi            | 京橋               | 8,5     | JR-West: Osaka-ringlijn, Katamachi-lijn en de Tozai-lijn Keihan: Keihan-lijn      | Osaka  | Miyakojima-ku |
| N23    | Gamō Yonchōme       | 蒲生四丁目         | 10,2    | Metro van Osaka： Imazatosuji-lijn (I18)                                          | Osaka  | Jōtō-ku       |
| N24    | Imafuku-Tsurumi     | 今福鶴見           | 11,4    |                                                                                   | Osaka  | Jōtō-ku       |
| N25    | Yokozutsumi         | 横堤               | 12,5    |                                                                                   | Osaka  | Tsurumi-ku    |
| N26    | Tsurumi-Ryokuchi    | 鶴見緑地           | 13,7    |                                                                                   | Osaka  | Tsurumi-ku    |
| N27    | Kadoma-Minami       | 門真南             | 15,0    |                                                                                   | Kadoma | Kadoma        |